# Hammar Maskin
Hammar Maskin är en tillverkare av sidlastare i Olsfors i Bollebygd. Företaget grundades i och med att Bengt-Olof Hammar 1974 konstruerade sin första sidlastare i Olsfors, efter att skrivit sitt examensarbete om just sidlastare. År 1976 introducerades Hammar SL20 BH och beställningar från Volvo och USA:s försvarsmakt följde. Företaget växte och man köpte Kalmar LMW:s tillverkning 1981, och 1992 Triolift i Göteborg. Samtidigt har fabriken i Olsfors byggts ut i olika omgångar. Man har tillverkning i Australien, Nya Zeeland, Malaysia och nu även i USA.